# Ostřetín
Ostřetín é uma comuna checa localizada na região de Pardubice, distrito de Pardubice.